# Sauce for the Goose (film 1917)
Sauce for the Goose è un cortometraggio muto del 1917 diretto da Al Christie.

## Produzione
Il film fu prodotto dalla Christie Film Company.

## Distribuzione
Il film - un cortometraggio di una bobina - uscì nelle sale cinematografiche USA il 19 marzo 1917.